# Bann (Pfalz)
Bann település Németországban, Rajna-vidék-Pfalz tartományban. Lakosainak száma 2242 fő (2023. december 31.).

## Népesség
A település népességének változása:
| Lakosok száma | 2138 | 2166 | 2230 | 2240 | 2208 | 2264 | 2242 |
|               | 1975 | 2014 | 2017 | 2019 | 2021 | 2022 | 2023 |